# Gioventù e altri due racconti
 Gioventù e altri due racconti (Youth: A Narrative and Two Other Stories) è una raccolta di racconti dello scrittore di lingua inglese Joseph Conrad pubblicato per la prima volta nel 1902. I tre racconti erano apparsi in precedenza sulla rivista Blackwood's Magazine di Edimburgo.

## Racconti
- Giovinezza o Gioventù (Youth, a Narrative); pubblicato sul Blackwood's Magazine, vol. 164 (settembre 1898), pp. 309–330[1].
- Cuore di tenebra (Heart of Darkness); pubblicato in tre puntate sul Blackwood's Magazine, vol. 165 (febbraio, marzo e aprile 1899)[2].
- Al limite estremo (The End of the Tether); pubblicato in sei puntate sul Blackwood's Magazine, vol. 172 (luglio-dicembre 1902)[3].

## Edizioni
- Joseph Conrad, Youth: A Narrative and Two Other Stories, Edinburgh; London: Blackwood and sons, 1909, 375 p.
- Joseph Conrad, Gioventù e altri due racconti; traduzione di Piero Jahier e Maj-Lis Rissler Stoneman, Milano: Bompiani, 1949, 405 p.